# Ed Williams
Ed Williams (* 26. November 1926 in Santa Clara County, Kalifornien) ist ein US-amerikanischer Schauspieler.

## Leben
Williams war über viele Jahre Rundfunk- und Sprachlehrer am Los Angeles City College in Kalifornien. Erst Anfang der 1980er-Jahre, als er bereits weit über 50 Jahre war, erhielt er erste Film- und Fernsehrollen. Bekannt wurde Williams durch seine Darstellung des Polizei-Labortechnikers Ted Olsen in der Fernsehserie Die nackte Pistole (1983) sowie in der auf dieser Serie basierenden Filmtrilogie Die nackte Kanone (1988–1994). Trotz des Erfolges von Die nackte Kanone bekam er nur noch kleinere Rollen in anderen Filmen oder Fernsehserien. Zuletzt war er 2010 in einer Gastrolle in der Serie Dr. House zu sehen.

## Filmografie (Auswahl)

### Filme
- 1983: Eine Frau schreit nach Leben (I Want to Live)
- 1988: Hochzeitsfieber (Going to the Chapel)
- 1988: Die nackte Kanone (The Naked Gun: From the Files of Police Squad!)
- 1991: Eine Nervensäge (High Strung)
- 1991: Codename Black Angel (Flight of Black Angel)
- 1991: Die nackte Kanone 2½ (The Naked Gun 2½: The Smell of Fear)
- 1991: Vater der Braut (Father of the Bride)
- 1993: Carnosaurus
- 1994: Die nackte Kanone 33⅓ (Naked Gun 33 1/3: The Final Insult)
- 1995: P.C.H.

### Serien (Auswahl)
- 1982: Die nackte Pistole (6 Folgen)
- 1986: MacGyver (1 Folge)
- 1989: Matlock (1 Folge)
- 1990: L.A. Law – Staranwälte, Tricks, Prozesse (1 Folge)
- 2006: Fashion Affairs (1 Folge)
- 2010: Dr. House (1 Folge)